# Roberto Bonnano
Roberto Bonnano (ur. 26 listopada 1938 w Buenos Aires, zm. 22 stycznia 2012) – argentyński piłkarz, grający podczas kariery na pozycji napastnika.

## Kariera klubowa
Roberto Bonnano podczas kariery występował w klubie Club Atlético Vélez Sársfield. Ogółem w latach 1958-1961 rozegrał w lidze argentyńskiej 31 meczów, w których strzelił 10 bramek.

## Kariera reprezentacyjna
Bonnano występował w olimpijskiej reprezentacji Argentyny. W 1959 uczestniczył w Igrzyskach Panamerykańskich, na których Argentyna zdobyła złoty medal. Na turnieju w Chicago Bonnano wystąpił w meczach z USA (bramka), Meksykiem, Haiti, Kostaryką, Kubą (2 bramki) i Brazylią (bramka). W 1960 uczestniczył w Igrzyskach Olimpijskich. Na turnieju w Rzymie wystąpił w meczu grupowym z Polską.